# Lance Larson
Lance Melvin Larson (ur. 3 lipca 1940 w Monterey Park, zm. 19 stycznia 2024 w Orange) – amerykański pływak. Dwukrotny medalista olimpijski z Rzymu.
Specjalizował się w stylu dowolnym i motylkowym. Igrzyska w 1960 były jego jedyną olimpiadą. Sięgnął po złoto w sztafecie w stylu zmiennym, indywidualnie był drugi w wyścigu na 100 metrów kraulem, w kontrowersyjnych okolicznościach przegrał z Johnem Devittem, decyzję kto zwyciężył podejmowali sędziowie. Był rekordzistą świata, jako pierwszy pływak zszedł poniżej minuty na dystansie 100 m motylkiem.
W 1980 został przyjęty do International Swimming Hall of Fame.